# Adriano Bozzolo
Adriano Bozzolo (1927 – 2 febbraio 2011) è stato uno scultore italiano.

## Biografia
Diplomatosi presso il Liceo Artistico di Brera, la sua prima opera è datata 1954: un gruppo scultoreo in bronzo, di oltre due metri di altezza. A questa prima opera seguono altre opere con soggetti sacri, dei quali tre bozzetti figurano negli Appartamenti Papali e una scultura raffigurante San Gerolamo in marmo di Candoglia si trova su una guglia del Duomo di Milano. Nel 1975 il comune di Milano gli dedica una mostra antologica presso la "Rotonda della Besana".
L'opera "Per la Fraternità dei Popoli" viene collocata al confine italo-svizzero di Ponte Tresa. L'opera monumentale "Esplosione Musicale" é collocata presso il palazzo dei congressi di Lugano (CH). Il comune di Varese organizza qualche anno prima della sua morte una esposizione antologica presso il castello di Masnago. Durante la sua vita ha allestito 79 esposizioni personali. Muore all'età di 82 anni}.
A lui, Eugenio ed Eros Pellini è dedicato il Museo Pellini Bozzolo di Marchirolo, una gipsoteca ospitata nel Grande Albergo, di epoca ottocentesca.